# Tjerk Bogtstra
Tjerk Bogtstra (4 juni 1966), is een tennisspeler en de voormalig captain van het Nederlandse Davis Cup-team. In 1989 en 1990 werd Tjerk Bogtstra met Paul Haarhuis nationaal dubbelkampioen. Na zijn tenniscarrière werd Bogtstra coach. In de periode 1995 tot 2000 was Bogtstra coach van Jan Siemerink, die onder zijn leiding tot tweemaal toe de 14e plek op de wereldranglijst wist te bereiken.
In februari 2001 werd Bogtstra na Michiel Schapers captain van het Davis Cup-team, zijn aantreden was te danken aan het aandringen van de tennissers. In zijn eerste jaar kwam Bogtstra verder met Nederland dan het ooit was geweest, tot de halve finale. In 2004 en 2005 behaalde hij met zijn team de kwartfinales van de Davis Cup. In 2006 degradeerde het Nederlandse Davis Cup-team uit de wereldgroep na een verloren promotie-/ degradatiewedstrijd tegen Tsjechië. Kort daarop werd Bogtstra's contract niet verlengd door de Nederlandse tennisbond.
Per 1 augustus 2007 is Bogtstra als personal coach aan de slag gegaan bij sc Heerenveen in het betaaldvoetbal, maar voordat zijn contract inging gingen beide partijen uit elkaar. Tjerk Bogtstra werd coach van tennisser Raemon Sluiter en heeft hierbij na korte tijd een record behaald: onder zijn leiding is Raemon Sluiter de laagst-geklasseerde speler ooit die een ATP-finale behaalde. In september 2010 is Bogtstra samen met oud-tennisprof Tom Kempers een tennisacademy gestart voor talentvolle tennissers bij Tenniscenter Heuvelrug te Doorn.